# Oryzidium barnardii
Oryzidium es un género monotípico de plantas herbáceas,  perteneciente a la familia de las poáceas. Su única especie, Oryzidium barnardii C.E.Hubb. & Schweick., es originaria del sur tropical de África.

## Descripción
Es una planta acuática flotante perenne; estolonífera. Con culmos de 40-120 cm de alto (los entrenudos inferiores se arrastran en el agua o son flotantes); herbácea (esponjosa); ramificada anteriormente. Los nodos de culmos glabros. Vainas persistentes (incluso cuando están permanentemente sumergidas). Entrenudos de culmos sólidos (esponjoso). Plantas desarmadas. Los brotes jóvenes intravaginales. Hojas no agregadas basales;  no auriculadas La lámina de la hoja es lineal; estrecha, de 6-10 mm de ancho ; plana; sin venación; persistente. La lígula es una franja de pelos; de 3-4 mm de largo. Contra-lígula ausente. Plantas bisexuales, con espiguillas bisexuales ; sin flósculos hermafroditas (el macho en el florete inferior, la hembra en el superior). Inflorescencia paniculada ; estrecha, las ramas casi erectas; espateada.

## Taxonomía
Oryzidium barnardii fue descrita por C.E.Hubb. & Schweick. y publicado en Bulletin of Miscellaneous Information Kew 1936(5): 328, f. 2. 1936.